# مرکلباخ
مرکلباخ (به آلمانی: Merkelbach) یک شهر در آلمان است که در وستروالدکرایس واقع شده‌است. مرکلباخ ۴۰۸ نفر جمعیت دارد.